# Pelléova vila
Pelléova vila (Villa Pellé) je výstavní novorenesanční vila v Praze 6 – Bubenči, situovaná mezi ulicemi Pelléovou a Slavíčkovou, se zahradou a původně i konírnou. Je součástí širšího urbanistického celku reprezentativních vil konce 19. a začátku 20. století při Slavíčkově ulici a patří mezi nejznámější vily v této diplomatické a rezidenční oblasti. Byla postavena v druhé etapě vilové zástavby v oblasti dnešní městské památkové zóny Bubenče – horních Holešovic.

## Historie

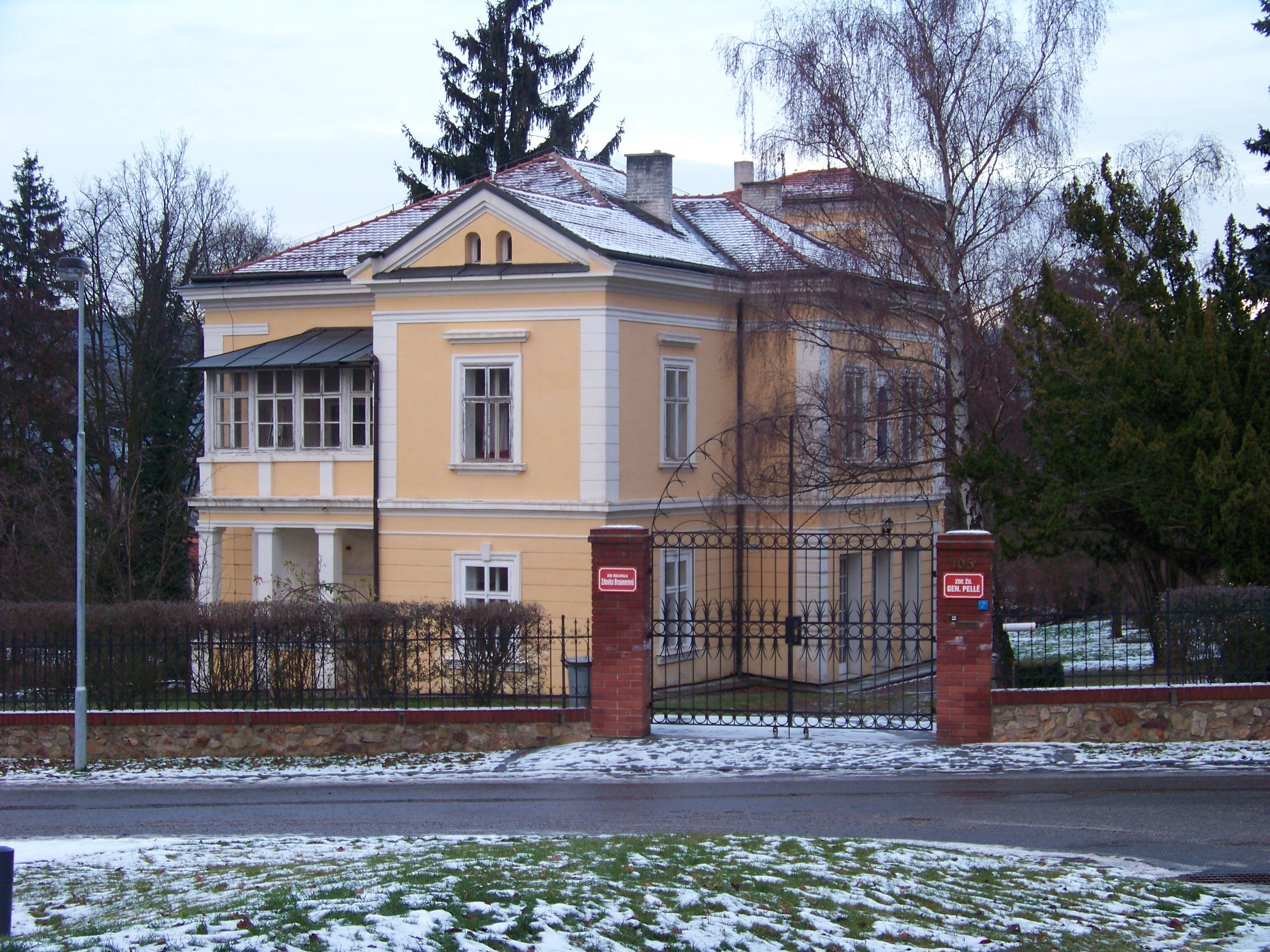
Vila čp. 105 v Dobřichovicích, letní dům generála Maurice Pellé, architekt také Rudolf Koukola

Stavitel a architekt Koukola (* 1859 Benešov), syn stavitele Josefa Koukoly, vyženil poblíž křižovatky na Špejchaře v Bubenči ovocný – údajně hruškový – sad. V jeho místě v letech 1889–1890 vystavěl rodinnou novorenesanční vilu pro vdovu po majiteli libeňského „Anglického“ pivovaru Karlu Knoblochovi a jejích šest dětí. Nejstarší z nich byla Koukolova manželka Klementina (*1872), jeho tchyně Marie Knoblochová byla v pobytových přihláškách i v matričních záznamech z let 1890–1905 vedena jako první majitelka vily. Hned naproti vily Knoblochových postavil Koukola v roce 1893 pro sebe a svoji choť Klementinu hrázděnou vilku a zbytek parcely prodal Stanislavu Suchardovi na stavbu jeho vily s ateliérem (Slavíčkova 15). Vilu v roce 1900 prodala Marie Knoblochová Luise Vondráčkové, ale bydlela v ní až do roku 1906, kdy se přestěhovala do nově postavené vilky (Slavíčkova 19) vedle letní vily dcery Klementiny a zetě Koukoly. Tam o rok později 29. prosince 1907 zemřela na infarkt.
V letech 1919–1920 zde bydlel patrně nejslavnější obyvatel vily, po němž je dnes vila i přilehlá ulice pojmenovaná. Francouzský generál Maurice Pellé (1863–1924), velitel francouzské vojenské mise v Československu a v letech 1919 až 1921 náčelník československého Hlavního štábu branné moci. S Čechami ho pojila nejen vojenská služba a diplomatická činnost, v roce 1921 se oženil s Jarmilou Braunerovou, neteří malířky Zdenky Braunerové, a měl s ní dceru Maryšku (Marishku) Pellé. Rodina jeho manželky vlastní vilu ve středočeských Dobřichovicích (taktéž Pelléova vila). Generál Maurice Pellé zemřel v roce 1924.

## Architektura
Vila je projektována jako podsklepená patrová stavba se zvýšeným přízemím. Vstupní západní průčelí je v ose zdůrazněno mohutným, avšak noblesně vystupujícím rizalitem osazeným bohatě zdobeným balkonem. Východní průčelí se po celé své délce otevírá do zahrady mohutným portikem s dvěma terasami a čtyřmi pilíři. Takto řešená lodžie, kterou i s terasou v roce 1932 přistavěla firma Matěje Blechy, je elegantně zakončena předsazeným schodištěm. Obě zbývající boční průčelí mají pouze mělké rizality. Stavba i přes mohutnou hmotu fasády s bosáží působí odlehčeně a společně s velmi kvalitními architektonickými detaily tvoří nezaměnitelný celek. Na rozdíl od starších vzorů, jako je nedaleká Lannova vila, nemá stavební články kamenné, ale pouze štukové.
Vzrostlá zahrada u vily patřila k východní části původně jednotné veliké obdélné zahrady, oba pozemky dnes odděluje živý plot. Je obehnána původním pilířovým oplocením s poli kovaných prutů zdobených neorenesanční ornamentikou, do něhož jsou prolomeny vstupy se dvěma brankami a původní dvoukřídlou kovanou branou.
Konírna byla pojednána jako přízemní stavba na půdorysu písmene L s ustájením pro šest koní, hnojištěm a remízou pro dva kočáry. V křídle kolmém k ulici byl malý byt s kuchyní pro kočího, v nároží pak zaklenuté stáje. Budova byla zastřešena valbovou střechou s břidlicovou krytinou, fasádu zdobila mělká pásová bosáží, okna suprafenestry. Konírna vznikla současně s vilou, v letech 1919–1920 byla architektem Josefem Dnebovským adaptována na dva byty. V roce 1969 byl objekt od zahrady parcelně oddělen a opatřen vlastním čp. 106. Vinou nešetrných stavebních úprav v průběhu 70. a 90. let 20. století byla v roce 2012 sňata z objektu bývalé konírny památková ochrana.
Stavba i s přiléhající zelení a oplocením byla v roce 1958 zapsána na Ústřední seznam nemovitých kulturních památek. Objekt s bohatě zdobenou fasádou a se zbytky zachované štukové dekorace vnitřních prostor, patří mezi nejznámější vily v rezidenční oblasti, která se rozkládá od křižovatky Špejchar až ke Královské oboře.

## Současnost
Vila později přešla do majetku obce. V letech 1978 až 2001 zde sídlila mateřská školka. Vzhledem k odlišnosti provozu znamenala budova množství necitlivých úprav do původních interiérů, například nové příčky, rozšíření sanitárního zázemí a vybavení, nahrazení původní vlysové podlahy linoleem a koberci, odstranění štukové výzdoby v sálech.
V roce 1994 začala obec z důvodu vysokých architektonických kvalit vily uvažovat o celkové revitalizaci a využití celého objektu pro společenské a kulturní účely. V témže roce byla na průčelní fasádě domu osazena pamětní deska věnovaná památce generála Maurice Pellého. O rok později v roce 1995 pak došlo k jejímu slavnostnímu odhalení za přítomnosti zástupců Velvyslanectví Francouzské republiky.
V roce 2001 byl provoz mateřské školy vzhledem k nedostatku dětí ukončen jako nerentabilní. V roce 2002 bylo vydáno stavební povolení na projekt, který vypracovala architektonická kancelář CASUA. Hlavním principem rekonstrukce bylo navrátit domu původní prostorový koncept jednotlivých salónů v přízemí a prvním nadzemním podlaží ve prospěch velkých výstavních prostor, a to i za cenu odstranění některých příček z první rekonstrukce v roce 1978.
Takto citlivě restaurovanou vilu provozovala od roku 2003 obecně prospěšná společnost Pelléova vila, založená Městskou částí Praha 6 a Nadací Milady a Jiřího Anderlových. Objekt pak více než deset let sloužil jako muzeum věnované obrazům, grafikám a kresbám, které vznikly během šedesáti let tvorby významného českého výtvarníka Jiřího Anderleho a které doplňovala jeho sbírka primitivního afrického umění. Galerie Anderle ukončuje svoji činnost k datu 30. března 2014 vypovězením partnerství ze strany radnice. Zakladatelům se totiž nepodařilo shodnout se na koncepci, jak vilu na atraktivním místě využívat dál, radnice nadaci vytýkala, že nedokázala upoutat veřejnost a přilákat do krásné vily přilákat více návštěvníků, stejně jako neprůhlednost financí.
Objekt je v majetku MČ Praha 6 (využívá vilu mj. jako obřadní síň). Novým provozovatelem vzešlým z výběrového řízení je od září 2014 nestátní spolek Porte, jako nezávislá a dobrovolná organizace, která od doby svého vzniku zorganizovala desítky volnočasových, kulturních akcí, mimořádných uměleckých výstav, koncertů, ale i speciálních programů pro seniory (Fresh Senior) nebo děti a mládež (Ateliér Pellé).